# Poolse parlementsverkiezingen 1993

Zetelverdeling na de Poolse parlementsverkiezingen 1993

De Poolse parlementsverkiezingen van 1993 voor de Sejm en de Senaat vonden plaats op 19 september. De opkomst bedroeg rond de 52% van de stemgerechtigden. De verkiezingen werden gewonnen door de Alliantie van Democratisch Links (SLD) en door de Poolse Volkspartij (PSL), die hierop samen een coalitieregering vormden.

## Uitslag
| Opkomst: 52%                                   | Opkomst: 52%                       | Opkomst: 52% | Opkomst: 52% | Opkomst: 52% | Opkomst: 52% | Opkomst: 52%  | Opkomst: 52%  |
| Naam                                           | Poolse naam                        | Afkorting    | %            | Zetels Sejm  | Zetels Sejm  | Zetels Senaat | Zetels Senaat |
| Naam                                           | Poolse naam                        | Afkorting    | %            | 1993         | +/-          | 1993          | +/-           |
| ---------------------------------------------- | ---------------------------------- | ------------ | ------------ | ------------ | ------------ | ------------- | ------------- |
| Alliantie van Democratisch Links               | Sojusz Lewicy Demokratycznej       | SLD          | 20,41        | 171          | +111         | 37            | +33           |
| Democratische Unie                             | Unia Demokratyczna                 | UD           | 10,59        | 74           | +12          | 5             | -16           |
| Poolse Volkspartij                             | Polskie Stronnictwo Ludowe         | PSL          | 15,4         | 132          | +84          | 36            | +29           |
| Confederatie voor een Onafhankelijk Polen      | Konfederacja Polski Niepodległej   | KPN          | 5,77         | 22           | -14          |               |               |
| Unie van de Arbeid                             | Unia Pracy                         | UP           | 5,77         | 41           |              | 2             |               |
| Partijloos Blok voor Steun aan de Hervormingen | Bezpartyjny Blok Wspierania Reform | BBWR         | 5,41         | 16           |              | 2             |               |
| Duitse minderheid                              | Mniejszość Niemiecka               | MN           |              | 4            | -3           |               |               |
| Solidariteit                                   | "Solidarność"                      | NSZZ "S"     |              |              |              | 9             | -2            |
| Overige                                        |                                    |              |              |              |              | 9             | -15           |
| Totaal                                         |                                    |              |              | 460          | 460          | 100           | 100           |